# رافائل دا سیلوا
رافائل پریرا دا سیلوا (به لاتین: Rafael Pereira da Silva) که معمولاً با نام رافائل یا رافائل سیلوا شناخته می‌شود، بازیکن فوتبال اهل برزیل است که برای باشگاه بوتافوگو بازی می‌کند. وی برادر دوقلوی فابیو سیلوا می‌باشد.
بعضاً نام وی به اشتباه داسیلوا خطاب می شود در حالی که نام او سیلوا است؛رافائل یکی از بهترین مدافع راست های تاریخ منچستریونایتد رویایی بود که به همراه آنتونیو والنسیا یکی از بهترین زوج های تاریخ یونایتد را در سمت راست رقم زدند.

## افتخارات
- قهرمانی

"لیگ برتر فوتبال انگلستان"
""لیگ برتر فوتبال انگلستان ۰۹–۲۰۰۸"" 
""لیگ برتر فوتبال انگلستان ۱۱–۲۰۱۰""
""لیگ برتر فوتبال انگلستان ۱۳–۲۰۱۲""